# Óhegy park
L'Óhegy park (en français : « parc Óhegy ») est un jardin public du 10e arrondissement de Budapest, dans le quartier d'Óhegy. Il a été construit sur une ancienne décharge.